# 나가사키현도 제59호선
나가사키현도 제59호선(일본어: 長崎県道59号郷ノ浦沼津勝本線, 나가사키현도 제59호 고노우라 메마즈카쓰모토선)은 나가사키현 이키시의 고노우라초 야나기다후레에서 가쓰모토초 혼구시히가레까지 이어주는 현도(주요 지방도) 노선이다. 

## 노선 정보
- 기점 : 나가사키현 이키시 고노우라초 야나기다후레 (야나기다 교차로 = 국도 제382호선과의 교점)
- 종점 : 나가사키현 이키시 가쓰모토초 혼구시히가레 (국도 제382호선과의 교점)
- 총 연장 : 12.5 km

## 역사
- 1993년 (헤이세이 5년) 5월 11일 : 건설성에서 현도 고노우라 메마즈카쓰모토선을 주요 지방도로 선정
- 2013년 (헤이세이 25년) 11월 1일 : 유노모토 공구 개통

## 지리

### 통과하는 지자체
- 이키시

### 교차하는 도로
| 교차하는 도로          | 교차하는 장소             | 교차하는 장소          |
| ---------------------- | ------------------------- | ---------------------- |
| 국도 제382호선         | 고노우라초 야나기다후레   | 야나기다 교차로 / 기점 |
| 나가사키현도 제174호선 | 가쓰모토초 유리하타후레   |                        |
| 나가사키현도 제231호선 | 가쓰모토초 혼구미나미후레 |                        |
| 국도 제382호선         | 가쓰모토초 혼구히가시후레 | 종점                   |

### 연선에 있는 시설들
- 이키 유노모토 온천(일본어판)